# O Gud, mig kristlig nyttja lär
O Gud, mig kristlig nyttja lär är en psalm med text skriven av Johan Olof Wallin.
|  |
|  |

## Publicerad i
- 1819 års psalmbok som nr 333 under rubriken "Husbönder och tjänare".[1]